# Utricularia tenuissima
Utricularia tenella — вид рослин із родини пухирникових (Lentibulariaceae).

## Середовище проживання
Цей вид має широке, але нечітко поширене в північній частині Південної Америки.
Цей вид росте на суші або на мілководді вздовж берегів річок, а також у вологій відкритій савані; на висотах від 0 до 2100 метрів.